# Naomi Osaka
Naomi Osaka (大坂 なおみ Ōsaka Naomi?,  Osaka, 16 de octubre de 1997) es una tenista japonesa.
Osaka ha ocupado la primera posición de la clasificación de la Asociación de Tenis Femenino (WTA) en individuales y es la primera jugadora asiática en lograrlo.
Ha sido campeona en individuales de cuatro torneos de Grand Slam, campeona de los abiertos de Estados Unidos 2020 y Australia 2021. Osaka ganó sus dos primeros títulos de Grand Slam en torneos consecutivos en el Abierto de Estados Unidos de 2018 y el Abierto de Australia de 2019. Sus siete títulos WTA también incluyen dos en el nivel Premier Mandatory. 
Osaka es una de las atletas más comercializables e influyentes del mundo gracias a sus resultados, su origen multiétnico y su personalidad franca. En 2020 Forbes la nombró la atleta femenina con  mayores ingresos anuales de todos los tiempos. Ese año también fue nombrada la octava atleta (hombre o mujer) con mayores ingresos por patrocinio. Time la incluyó en su lista anual de las cien personas más influyentes del mundo en 2019 y 2020.
En la cancha, Osaka es una jugadora de línea de fondo agresiva con un poderoso servicio que puede alcanzar los 200 kilómetros por hora.
El viernes 23 de julio de 2021 fue la encargada de encender el pebetero olímpico en la ceremonia de inauguración de los Juegos Olímpicos de Tokio.
Se convirtió en madre por primera vez en julio de 2023. Le dio la bienvenida a su hija, Shai, con su novio rapero Cordae.

## Biografía y carrera profesional
Nacida en Japón, de padre haitiano y madre japonesa, ha vivido y entrenado en Estados Unidos desde los tres años. Saltó a la fama a los dieciséis años cuando, en su debut en el circuito, derrotó a la excampeona del Abierto de Estados Unidos, Samantha Stosur, en el torneo de Stanford de 2014. Dos años más tarde alcanzó su primera final WTA en el torneo Premier de Tokio para así ingresar en el top cincuenta de la clasificación de la WTA. Su ascenso llegó en 2018 cuando consiguió su primer título en el abierto de Indian Wells. Ese año también derrotó a la veintitrés veces campeona de Grand Slam, Serena Williams, en la final del Abierto de Estados Unidos para convertirse en la primera jugadora japonesa en ganar un título de Grand Slam en la categoría individual.
Osaka hizo su debut en un cuadro principal de la WTA Tour el Banco de la West Classic de 2014. Entró en el torneo de clasificación y al cuadro principal tras derrotar a Alla Kudryavtseva y Petra Martić.
Durante las finales de la WTA 2015 ganó el torneo Stars Invitational Rising.
En la primera ronda del Abierto de Estados Unidos 2017 derrotó por 6-3 y 6-1 a la campeona defensora y ex número 1 del mundo, Angelique Kerber.
El 18 de marzo de 2018 se alzó con el 1.er título de su carrera al vencer en la final del Torneo de Indian Wells a la rusa Daria Kasatkina por 6-3 y 6-2 lo que le permitió alcanzar su mejor posición en la clasificación de sencillos de su carrera el cual fue el 22.
Osaka se convirtió en la primera tenista japonesa en la historia en ganar un torneo de Grand Slam en la categoría individual. A sus 20 años, alcanzó la final del Abierto de Estados Unidos de 2018 y derrotó a la local Serena Williams —seis veces ganadora de ese torneo— por 6-2, 6-4. A partir de esta actuación y de su primer título obtenido en el WTA Premier de Indian Wells más temprano ese mismo año (en el que venció a la rusa Daria Kasátkina en la final), entre otros resultados, logró su mejor puesto al ubicarse como la 4.ª en la clasificación individual de la WTA.
En el primer Grand Slam de 2019, el Abierto de Australia de 2019, Osaka alcanzó su segundo título de esta categoría, y de forma consecutiva. Derrotó a Petra Kvitova en la final por 7-6, 5-7, 6-4 y, además, alcanzó por primera vez en su carrera el primer puesto del escalafón mundial. Se convertiría así en la 26ª número 1 de la historia, primera japonesa en lograrlo, así como también, la primera asiática en lograrlo.
El 17 de junio de 2021, Osaka se unió a Rafael Nadal en desistir de participar de Wimbledon 2021 y en cambio si ha participado en los Juegos Olímpicos de Tokio 2020. Fue la encargada de encender el pebetero olímpico en la inauguración de Tokio 2020.

#### 2022: Temporada atípica y regreso al Top 50 de la WTA
Osaka regresó a la competencia en el torneo Melbourne Summer Set 1 como cabeza de serie número 1 y llegó a las semifinales, antes de retirarse debido a una lesión abdominal.  Su próximo torneo fue el Abierto de Australia 2022, donde quedó en el puesto 13 e intentó defender su título. Sin embargo, fue eliminada en la tercera ronda por Amanda Anisimova, en tres sets. Osaka describió estar feliz a pesar de la pérdida y discutió los pasos que está tomando para mejorar su salud mental y "divertirse más en la cancha".
Cayó 71 lugares en el ranking de la WTA al número 85 después del torneo, y las ausencias en varios torneos WTA en el 2021 contribuyeron a la caída.
En marzo, Osaka ingresó al Abierto de Indian Wells, donde venció a Sloane Stephens en la primera ronda, pero perdió ante Veronika Kudermetova en dos sets en la segunda. Osaka estaba molesta por un alborotador en la multitud durante la segunda ronda y lloró durante el partido. Entrevistada después del partido, comparó su trato con los abucheos en el torneo del 2001 que llevaron a las hermanas Williams a boicotearlo durante 13 años.
La semana siguiente, Osaka ingresó al Abierto de Miami. Alcanzó su primera final desde el Abierto de Australia 2021 después de derrotar a la cabeza de serie número 22, Belinda Bencic, en las semifinales. En el puesto 77 en ese momento, se convirtió en la finalista con el ranking más bajo en la historia del torneo. Sin embargo, perdió la final ante la segunda cabeza de serie Iga Świątek, en dos sets.
Tras una lesión en el tobillo derecho en el Abierto de Madrid, Osaka se retiró del Abierto de Italia. El 23 de mayo, perdió en la primera ronda del Abierto de Francia ante Anisimova.
Jugando por primera vez desde el Abierto de Francia, Osaka ganó su partido de primera ronda en el torneo de San José contra Zheng Qinwen en tres sets, pero perdió en la siguiente ronda ante Coco Gauff, en dos sets. En el Abierto de Canadá, Osaka se retiró de su primer partido contra Kaia Kanepi debido a una lesión en la espalda. Contra la favorita local Danielle Collins, Osaka comenzó positivamente en el US Open pero perdió el primer set en un desempate y su partido de primera ronda en dos sets. Sus problemas continuaron en el Toray Pan Pacific Open de 2022, donde, como campeona defensora, se retiró en la segunda ronda citando dolor abdominal, después de haber jugado solo un juego en su partido de primera ronda contra Daria Gavrilova, quien se retiró debido a una lesión en la rodilla.

#### 2023: Ausencia y embarazo
La temporada 2023 de Osaka habría comenzado con el Abierto de Australia 2023, pero finalmente desistió del torneo por una persistente lesión abdominal. Tras resultados médicos se confirmó que se trataba de un embarazo, por el cual se pierde la temporada 2023.

#### 2024: vuelta al circuito, cambios de entrenador y lesiones
Para la nueva temporada y después de su baja por maternidad Osaka contrata a Wim Fissette como entrenador. 
Su primer torneo de la temporada en el Torneo de Brisbane donde pierde su segundo partido 6-3, 6-7, 4-6 contra Karolína Plíšková. En el Abierto de Australia pierde en primera ronda contra Caroline Garcia (6-4, 7-6).
En el Torneo de Doha alcanza los cuartos de final donde pierde 6-7, 6-7 frente a Karolína Plíšková. Alcanza los octavos de final del Masters de Roma perdiendo 2-6, 4-6 contra Zheng Qinwen.
En Roland Garros pierde en segunda ronda 7-6, 1-6, 7-5 contra Iga Świątek.En el Torneo de 's-Hertogenbosch alcanza los cuartos de final. 
En Wimbledon pierde en segunda ronda 4-6, 1-6 contra Emma Navarro.En el Abierto de Estados Unidos vuelve a perder en segunda ronda 3-6, 6(5)-7(7) contra Karolína Muchová. 
Tras estos resultados, Osaka anuncia la separación profesional de Wim Fissette.Después de esta baja anuncia el fichaje de Patrick Mouratoglou como nuevo entrenador. 
En la gira asiática participa en el Torneo de Pekín donde se tiene que retirar en su partido de octavos de final frente a Coco Gauff. 
En el mes de octubre anuncia que da por finalizada su temporada al no poder recuperarse de su lesión de espalda. 

## Torneos de Grand Slam

### Individual

#### Títulos (4)
| Año  | Campeonato                | Oponente en la final | Resultado        |
| 2018 | Abierto de Estados Unidos | Serena Williams      | 6-2, 6-4         |
| 2019 | Abierto de Australia      | Petra Kvitová        | 7-6(2), 5-7, 6-4 |
| 2020 | Abierto de Estados Unidos | Victoria Azarenka    | 1-6, 6-3, 6-3    |
| 2021 | Abierto de Australia      | Jennifer Brady       | 6-4, 6-3         |

## Títulos WTA (7; 7+0)

### Individual (7)
| Leyenda                                |
| -------------------------------------- |
| Grand Slam (4)                         |
| Juegos Olímpicos (0)                   |
| WTA Tour Championships (0)             |
| P. Mandatory & Premier 5, WTA 1000 (2) |
| Premier, WTA 500 (1)                   |
| International, WTA 250 (0)             |

| N.º | Fecha                    | Torneo               | Superficie | Oponente en la final     | Resultado        |
| --- | ------------------------ | -------------------- | ---------- | ------------------------ | ---------------- |
| 1.  | 18 de marzo de 2018      | Indian Wells         | Dura       | Daria Kasátkina          | 6-3, 6-2         |
| 2.  | 8 de septiembre de 2018  | Abierto de EE.UU.    | Dura       | Serena Williams          | 6-2, 6-4         |
| 3.  | 26 de enero de 2019      | Abierto de Australia | Dura       | Petra Kvitová            | 7-6(2), 5-7, 6-4 |
| 4.  | 22 de septiembre de 2019 | Osaka (Pacífico)     | Dura       | Anastasia Pavlyuchenkova | 6-2, 6-3         |
| 5.  | 6 de octubre de 2019     | Pekín                | Dura       | Ashleigh Barty           | 3-6, 6-3, 6-2    |
| 6.  | 12 de septiembre de 2020 | Abierto de EE.UU.    | Dura       | Victoria Azarenka        | 1-6, 6-3, 6-3    |
| 7.  | 20 de febrero de 2021    | Abierto de Australia | Dura       | Jennifer Brady           | 6-4, 6-3         |

#### Finalista (5)
| N.º | Fecha                    | Torneo           | Superficie | Oponente en la final | Resultado |
| --- | ------------------------ | ---------------- | ---------- | -------------------- | --------- |
| 1.  | 25 de septiembre de 2016 | Tokio (Pacífico) | Dura       | Caroline Wozniacki   | 5-7, 3-6  |
| 2.  | 23 de septiembre de 2018 | Tokio (Pacífico) | Dura (i)   | Karolína Plíšková    | 4-6, 4-6  |
| 3.  | 29 de agosto de 2020     | Cincinnati       | Dura       | Victoria Azarenka    | w/o       |
| 4.  | 2 de abril de 2022       | Miami            | Dura       | Iga Świątek          | 4-6, 0-6  |
| 5.  | 5 de enero de 2025       | Auckland         | Dura       | Clara Tauson         | 4-6, ret. |

## Títulos WTA 125s

### Individual

#### Finalista (1)
| N.º | Fecha                   | Torneo  | Superficie | Oponente en la final | Resultado        |
| --- | ----------------------- | ------- | ---------- | -------------------- | ---------------- |
| 1.  | 15 de noviembre de 2015 | Hua Hin | Dura       | Yaroslava Shvédova   | 4-6, 7-6(8), 4-6 |

## Historial de resultados

### Individuales
| Torneos                   | 2015 | 2016 | 2017 | 2018 | 2019 | 2020 | 2021 | 2022 | G–P   |
| ------------------------- | ---- | ---- | ---- | ---- | ---- | ---- | ---- | ---- | ----- |
| Torneos de Grand Slam     |      |      |      |      |      |      |      |      |       |
| Abierto de Australia      | A    | 3R   | 2R   | 4R   | G    | 3R   | G    | 3R   | 24–5  |
| Roland Garros             | A    | 3R   | 1R   | 3R   | 3R   | A    | 2R   | 1R   | 7–5   |
| Wimbledon                 | C1   | A    | 3R   | 3R   | 1R   | ND   | A    | A    | 4–3   |
| Abierto de Estados Unidos | C2   | 3R   | 3R   | G    | 4R   | G    | 3R   | 1R   | 22–5  |
| Ganados–Perdidos          | 0–0  | 6–3  | 5–4  | 14–3 | 12–3 | 9–1  | 9-1  | 2–3  | 57–18 |

## Estilo de juego
Osaka es un jugadora de línea de fondo agresiva. Tiene una excelente fuerza bruta, especialmente en su derecha y su servicio. Su revés no es malo, pero es menos ofensivo y casi siempre cruzado. Su derecha podía alcanzar los 160 km/h a la edad de dieciséis años y su servicio ha registrado una velocidad de hasta 200 km/h, lo que la convierte en una de las diez sacadoras más veloces en la historia de la WTA. Si bien puede usar su poder para lograr un gran número de tiros ganadores, la clave del éxito de Osaka es poder ganar puntos largos (rallies). Uno de los primeros casos notables en los que esa estrategia resultó exitosa fue cuando llegó a su primera final WTA en el torneo Premier de Tokio en 2016.[cita requerida]
Osaka atribuyó su gran temporada en 2018 a la mejora de su enfoque mental y a la reducción de errores no forzados. En el Abierto de Wuhan de ese año, señaló: «Creo que mi mayor mejora es mental. Mi juego es más consistente, no hay tantos errores no forzados. No estoy segura de cuántos tuve hoy, pero el año pasado cometía muchos». Ella atribuyó algunos de estos cambios a su entrenador Sascha Bajin: «(pude mejorar) desde que empecé a trabajar con él. Tiendo a ser un poco negativa conmigo misma; ahora siento que me he vuelto un poco más optimista. Me peleo mucho conmigo misma, así que él ha sido como un pacificador». Bajin también estuvo de acuerdo con Osaka sobre el impacto de tener un enfoque paciente y positivo en cada partido.

## Vida personal
Osaka tenía una personalidad tímida y reservada en sus primeros años en el WTA Tour.  Su ex entrenador Sascha Bajin inicialmente estaba confundido por su personalidad y dijo: "Pensé que era un poco más una diva porque no hablaba mucho. Realmente no mira a los ojos de alguien, pero eso es solo porque ella era siempre tan tímida... En ese entonces no sabía por qué". Osaka también es muy franca y se considera que tiene un sentido del humor seco. Durante su discurso de victoria del Indian Wells Open de 2018, comenzó diciendo "Um, hola... soy Naom... oh, no importa" y luego señaló: "Este probablemente será el peor discurso de aceptación de todos los tiempos", después de estar preocupada por olvidar a quién agradecer y casi olvidar agradecer a su oponente, Daria Kasatkina, así como a uno de sus patrocinadores.
Osaka comenzó una relación con el rapero estadounidense Cordae en el 2019.
En el 2021, Osaka se convirtió en copropietaria de North Carolina Courage de la National Women's Soccer League, el nivel más alto del Fútbol femenino en los EE. UU. Osaka es inversionista en un equipo profesional de pickleball que tendrá su sede en Miami, Florida, a partir del 2023.
En mayo del 2022, después de haber sido representada por IMG durante seis años, Osaka anunció que se asociaría con su agente, Stuart Duguid, para formar su propia agencia deportiva, Evolve. Su contrato con IMG expiró a fines del 2021 y las conversaciones de renovación se estancaron. Osaka y Duguid tendrán participaciones de capital en la agencia, y solo representará a unos pocos clientes.
En enero de 2023, poco después de retirarse del Abierto de Australia, Osaka reveló que estaba embarazada de su primer hijo con el rapero Cordae. Osaka confirmó más tarde que esperaba volver al tenis para el Abierto de Australia, a realizarse a fines de enero o inicios de febrero de 2024, y que su bebé nacería "en junio o julio de 2023", siendo ésta una niña. El 11 de julio de 2023 le dieron la bienvenida a su hija.

## Premios y nominaciones
| Año  | Premio                          | Nominado    | Categoría                    | Resultado | Ref.   |
| ---- | ------------------------------- | ----------- | ---------------------------- | --------- | ------ |
| 2025 | Nickelodeon Kids' Choice Awards | Naomi Osaka | Deportista femenina favorita | Nominada  | [ 49 ] |